# Slag bij Mars-la-Tour

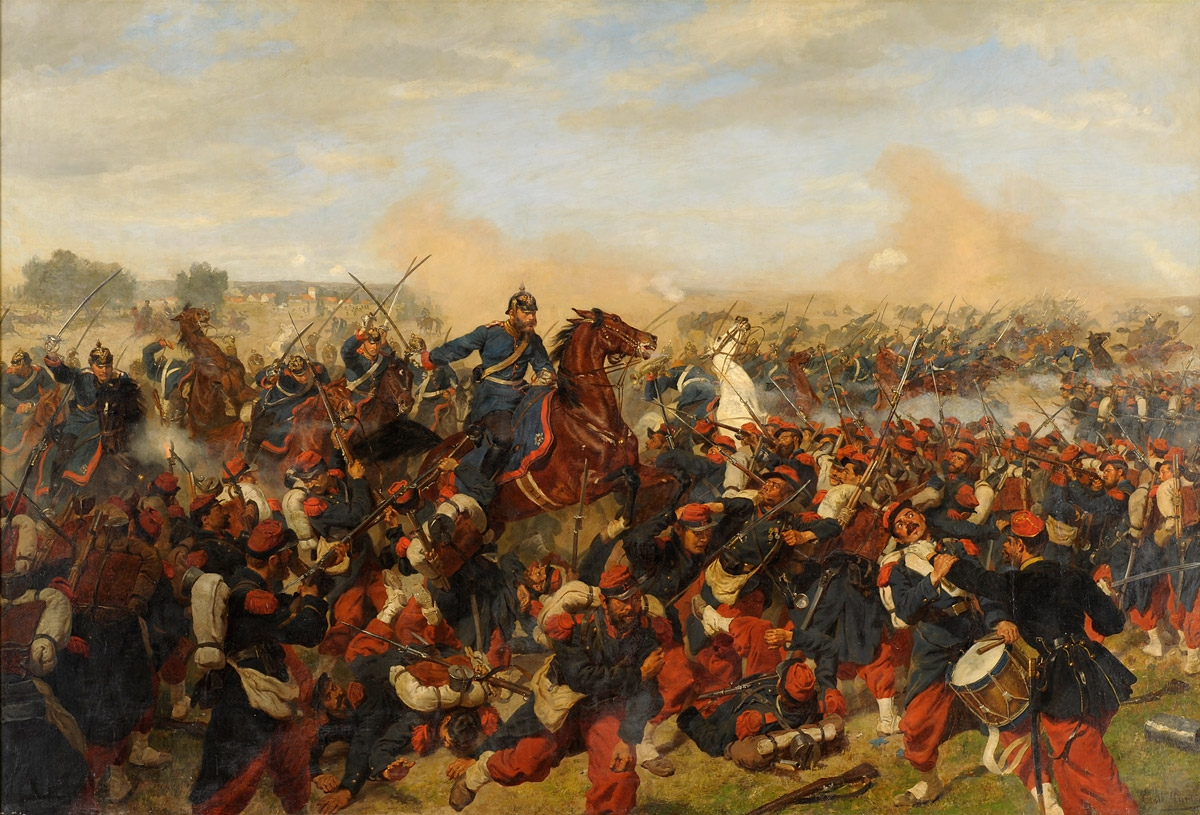
Slag bij Mars-la-Tour

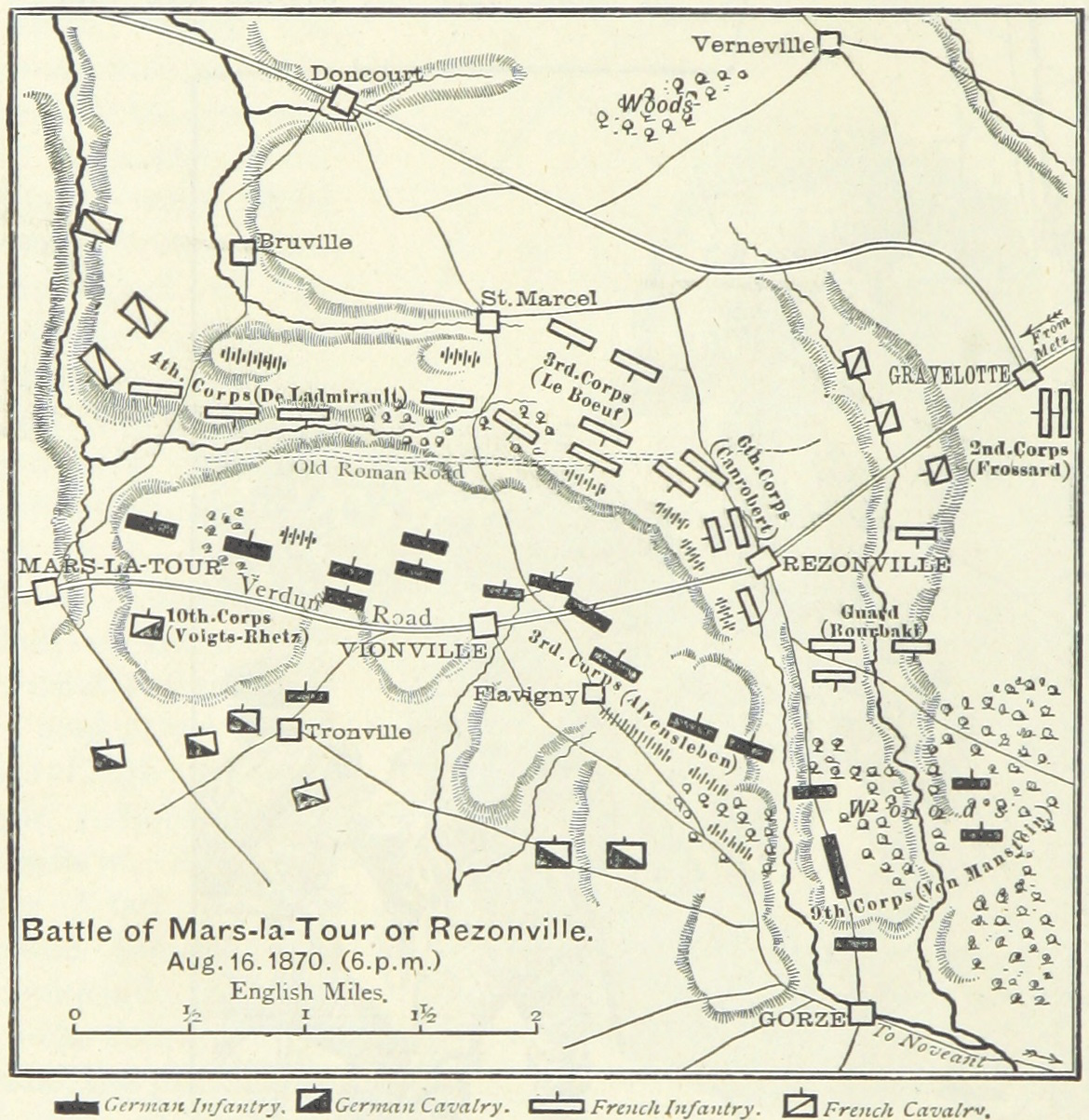
Kaart met posities van Franse en Duitse troepen op 16 augustus 1870

De Slag bij Mars-la-Tour werd op 16 augustus 1870 uitgevochten als onderdeel van de Frans-Pruisische Oorlog, dicht bij de stad Mars-la-Tour in het noordoosten van Frankrijk. Twee Pruisische korpsen stuitten op het volledige Franse Rijnleger, en wisten dit terug te dringen naar de forten van Metz.

## Eerste treffen
Op 4 augustus 1870 waren Duitse troepen de Franse grens overgestoken. De Slag bij Wissembourg was het eerste treffen dat in een Duitse overwinning resulteerde. Medio augustus trokken zo'n 130.000 Franse soldaten terug naar Verdun, nadat ze aan het front verschillende nederlagen hadden geleden. Vier dagen na hun terugtocht vanuit Metz, op 16 augustus, troffen 30.000 man van het vooruitgeschoven 3e Korps (van het 2e Leger) onder generaal Constantin von Alvensleben het veel grotere Franse leger bij Vionville, ten oosten van Mars-la-Tour. Ondanks een overmacht van meer dan vier tegen één, wist het 3e Korps de Fransen op de vlucht te jagen en Vionville in te nemen, waarmee verdere vluchtpogingen in westelijke richting de pas werd afgesneden. Toen een terugtocht eenmaal onmogelijk was gemaakt, hadden de Franse troepen in de forten rond Metz geen andere keuze dan een veldslag te leveren, waarbij het laatste grote cavaleriegevecht in West-Europa plaats zou vinden. Het 3e Korps leed zware verliezen door onophoudelijke cavaleriecharges. Het verloor meer dan de helft van de getalsterkte, tegenover een gelijk aantal van 16.000 Franse verliezen. De Fransen hadden echter nog steeds een overweldigende meerderheid.

## Von Bredows "Dodenrit"
Elke keer dat hij zijn troepen bewoog als reactie op een Franse aanval, werd generaal Von Alvensleven beschoten door Franse artillerie. Daarnaast was hij bang voor een Franse cavalerie-aanval op zijn wankele linkerflank. Von Alvensleben stuurde een bericht naar de bevelhebber van de 12e Cavaleriebrigade, Generaal-Majoor Adalbert von Bredow met het bevel om de Franse artillerie onder generaal Canrobert het zwijgen op te leggen en een Franse cavaleriecharge te snel af te zijn met eigen aanval.
Von Bredow nam het bevel in ontvangst met de opmerking dat de aanval "zou kosten wat die kostte". Hij nam de tijd om zijn brigade te organiseren, welke bestond uit de 7e Kurassiers, de 19e Dragonders en de 16e Uhlanen. In wat later bekend zou worden als "Von Bredows dodenrit", reden de cavaleristen om 12 uur 's middags weg van de Pruisische linies. Von Bredow gebruikte het terrein en kruitdampen om zijn bewegingen voor Franse waarnemers tot het laatste moment verborgen te houden. Ongeveer 1000 meter voor de Franse linies kwam de Pruisische cavalerie plotseling in het zicht en brak door de Franse artillerieposities. Canroberts soldaten stoven in paniek alle kanten op. De Franse cavalerie probeerde een tegenaanval op de flank en achterhoede van von Bredow op touw te zetten, maar ze werden verspreid door de vluchtende infanterie, die blijkbaar vriend en vijand niet meer uit elkaar konden houden en iedere cavalerist die ze in het zicht kregen zonder aanzien des persoons neermaaiden.
Nadat de Franse artillerie op deze manier tot zwijgen was gebracht en de Franse cavalerie geneutraliseerd, wist Von Bredows brigade zich van de vijand los te maken en terug te trekken. De brigade had ongeveer de helft van haar sterkte verloren. Onder de gewonden van de 12e Brigade was ook Herbert von Bismarck, de zoon van de Pruisische kanselier Otto von Bismarck.

## Resultaten
Op 16 augustus 1870 hadden de Fransen de belangrijkste Pruisische verdediging weg kunnen vagen en kunnen ontsnappen. Twee Pruisische korpsen vielen de Franse voorhoede aan, in de veronderstelling dat dit de achterhoede was van het terugtrekkende Franse Maasleger. Ondanks deze verkeerde inschatting, wisten de twee Pruisische korpsen het gehele Franse leger de hele dag tegen te houden. 4:1 in de minderheid, won het buitengewone zelfvertrouwen en de koppigheid van de Pruisen het van de besluiteloosheid van de Franse bevelhebber Bazaine. Bazaine had Verdun niet gehaald. De Pruisen wisten Bazaine kort daarop in de stad in te sluiten, waarna de belegering van Metz begon.
Von Bredows dodenrit had een belangrijk effect op de oorlogvoering. Het succes van de cavalerieaanval schiep het beeld dat cavalerie nog steeds van doorslaggevend belang was in een veldslag, terwijl de functie van cavalerist eigenlijk al achterhaald was. De komende 47 jaar zou de cavalerie een belangrijk onderdeel van Europese strijdkrachten blijven vormen.
Op de Oorlogsherdenkingsmunt voor de veldtochten van 1870 en 1871 werd na 1895 door de Duitse veteranen een speciale herinneringsgesp ter herinnering aan dit gevecht gedragen.